# Pride and Prejudice (1980)
Pride and Prejudice é uma série produzida em 1980 para televisão, pela BBC, em 5 episódios, tendo como tema o livro homônimo de Jane Austen, escrito em 1813. Dirigida por Cyril Coke, apresenta Elizabeth Garvie e David Rintoul nos papéis de Elizabeth Bennet e Fitzwilliam Darcy.

## Sinopse
Ambientada na Inglaterra no início do século XIX, Pride and Prejudice conta a história das 5 filhas solteiras de Mr. e Mrs. Bennet (Moray Watson e Priscilla Morgan), interpretadas por Sabina Franklyn, Elizabeth Garvie, Tessa Peake-Jones, Clare Higgins, Natalie Ogle, após o rico Mr. Bingley (Osmund Bullock) e seu amigo Mr. Darcy (David Rintoul), terem se instalado nas vizinhanças da sua propriedade. Enquanto Bingley se interessa imediatamente pela mais velha das irmãs Bennet, Jane, Darcy tem dificuldades em se adaptar à sociedade local, e entra em discórdia com a segunda das irmãs, Elizabeth.

## Locações

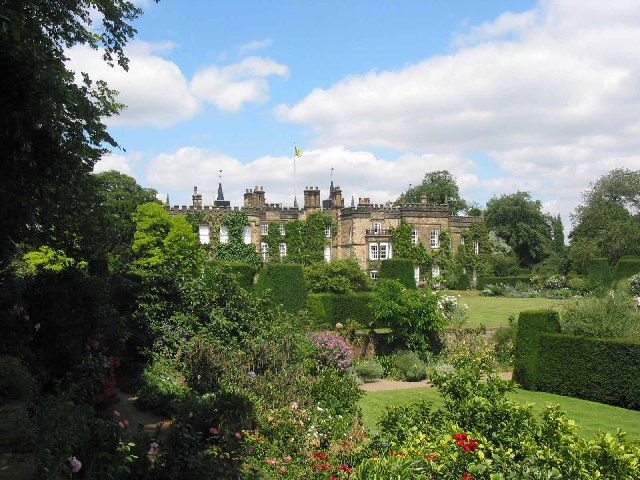
Renishaw Hall foi usada como Pemberley, propriedade de Mr. Darcy

Várias mansões inglesas foram utilizadas para representar as propriedades fictícias de Pride and Prejudice. A proposta de casamento que Mr. Collins faz a Charlote foi filmada nos jardins de "Doddington Hall", Lincolnshire; a propriedade de Mr. Darcy, "Pemberley", foi representada por "Renishaw Hall", Derbyshire; Longbourn foi filmada em Thorpe Tilney Hall, Lincolnshire, Inglaterra, e Netherfield Hall em Well Vale, Alford, Lincolnshire, todos na Inglaterra.

## Elenco
- Sabina Franklyn  .... Jane Bennet
- Elizabeth Garvie  .... Elizabeth Bennet
- Clare Higgins  .... Kitty Bennet
- Priscilla Morgan  .... Mrs. Bennet
- Natalie Ogle  .... Lydia Bennet
- Tessa Peake-Jones  .... Mary Bennet
- David Rintoul  .... Mr. Fitzwilliam Darcy
- Moray Watson  .... Mr. Bennet
- Osmund Bullock  .... Mr. Bingley
- Edward Arthur  .... Mr. Hurst
- Marsha Fitzalan  .... Caroline Bingley
- Jennifer Granville  .... Mrs. Hurst
- Andrew Johns  .... Capt. Denny
- Irene Richard  .... Charlotte Lucas
- Peter Settelen  .... Mr. Wickham
- Shirley Cain  .... Mrs. Philips
- Peter Howell  .... Sir William Lucas
- Judy Parfitt .... Lady Catherine de Bourgh
- Malcolm Rennie  .... Mr. Collins
- Barbara Shelley  .... Mrs. Gardiner
- Elizabeth Stewart  .... Lady Lucas

## Episódios
Data em que os episódios foram apresentados originalmente:
1. 13 de janeiro de 1980
2. 20 de janeiro de 1980
3. 27 de janeiro de 1980
4. 3 de fevereiro de 1980
5. 10 de fevereiro de 1980

## Premiações
A série recebeu duas indicações ao BAFTA, em 1981, melhor figurino (Joan Ellacott) e melhor iluminação TV.